# Peter-Pauls-Kirche (Zingst)

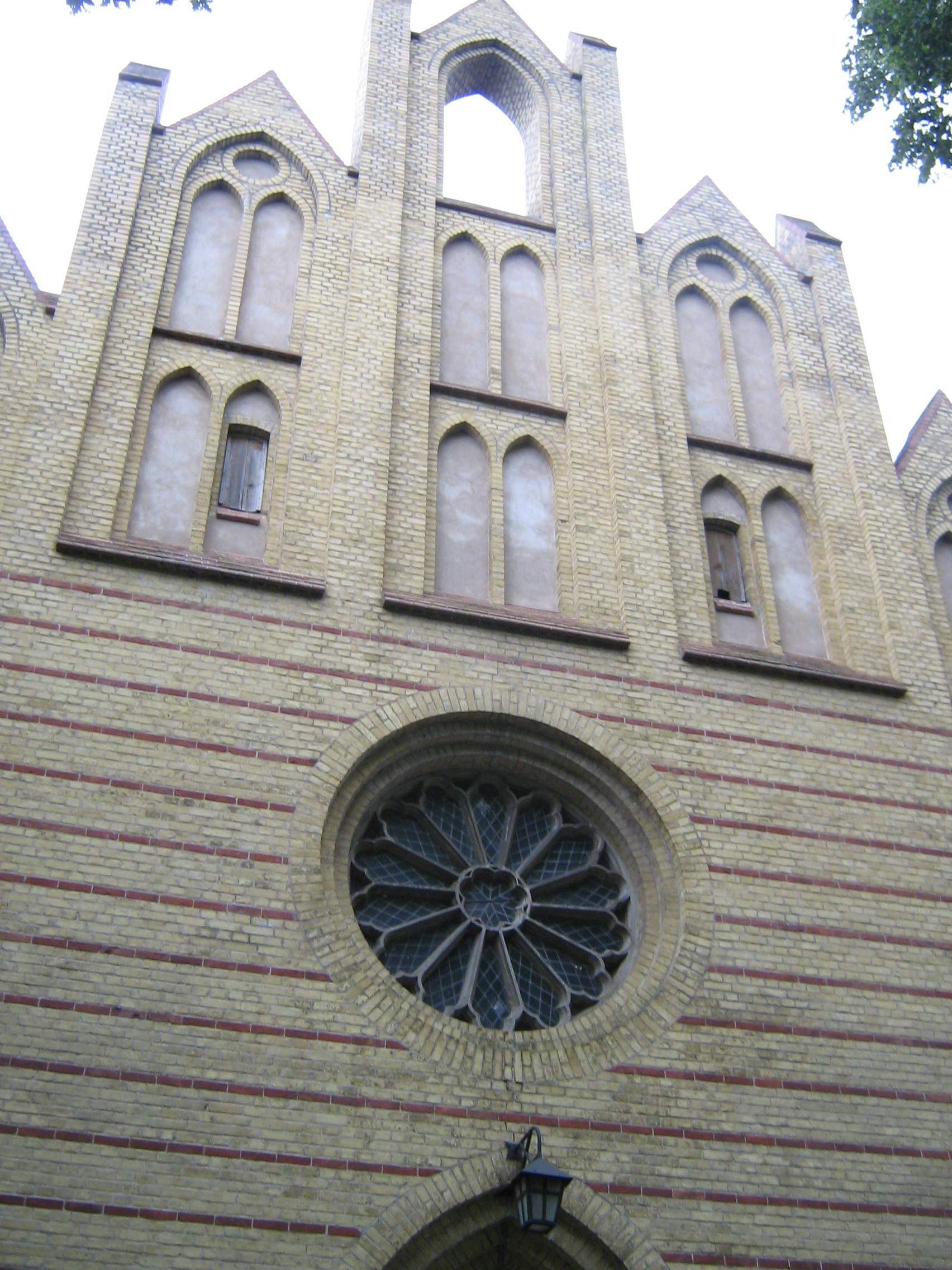
Zingster Kirche

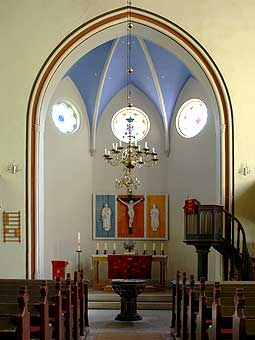
Altarraum der Zingster Kirche

Die Peter-Pauls-Kirche ist eine neugotische evangelische Kirche in der Gemeinde Zingst auf der Halbinsel Fischland-Darß-Zingst, die 1860–1862 errichtet wurde. Sie ist ein Schlüsselbau preußischer neugotischer Architektur in Vorpommern und gilt als das wichtigste architektonische Denkmal in Zingst. Die Kirche ist Mittelpunkt des kirchlichen Lebens und ein für alle Besucher offener Ort im Ostseebad. Die Gemeinde gehört zur Propstei Stralsund im Pommerschen Evangelischen Kirchenkreis der Evangelisch-Lutherischen Kirche in Norddeutschland.

## Geschichte

### Vorgeschichte
Die Kirche gehört zu den jüngeren Kirchenbauten der Region. In der ersten Hälfte des 18. Jahrhunderts entstand der Ort Zingst durch Zusammenschluss der Ansiedlungen Pahlen, Hanshagen und Straminke, sowie des heute nicht mehr lokalisierbaren fürstlichen Hofes „Rothem Haus“ und anschließend wurde auch über einen Kirchenbau in Zingst nachgedacht. Bis zu diesem Zeitpunkt war die Prerower Pfarrei für Zingst zuständig. Die Königlich-Preußische Regierung beschloss in den 1840er Jahren den Bau einer Kirche in Zingst. Vorausgegangen waren Bitten der Bewohner an die Regierung in Berlin. Die Pläne fertigte nach Vorarbeiten pommerscher Architekten der Geheimbaurat Friedrich August Stüler, ein Schüler von Karl Friedrich Schinkel. König Friedrich Wilhelm IV. nahm laut Kirchenchronik persönlich auf die Pläne Einfluss.

### Bau
Durch eine Schenkung des Bauern Schütt wurde der spätere Kirchplatz Eigentum der Kirchengemeinde und nach langjährigen Verhandlungen über die Finanzierung, denen zum Beispiel auch ein ursprünglich geplanter Turmbau zum Opfer fiel, übernahm der Kronprinz im Jahre 1860 das Baupatronat, die königlich-preußische Regierung die Finanzierung und die Bauarbeiten an der Kirche begannen noch im gleichen Jahr. Bereits 1858 wurde der Glockenstuhl errichtet. Die Grundsteinlegung der Kirche erfolgte am 11. September 1860. Nach zweijähriger Bauzeit wurde die Kirche am 26. Oktober 1862 eingeweiht. Im Anschluss wurde das Pfarrhaus errichtet, das zusammen mit der Kirche und dem Freitor in der Kirchenallee ein architektonisches Ensemble bildet. Der Name Peter-Pauls-Kirche wurde durch Allerhöchste Cabinets-Ordre von der Regierung in Berlin erteilt.

### Erste Erhaltungsmaßnahmen
Bereits zwanzig Jahre nach ihrer Fertigstellung mussten größere Reparaturen an der Kirche ausgeführt werden, die wegen der Finanznot der Kirchgemeinde von der preußischen Regierung finanziert wurden. Die finanzielle Lage der Gemeinde Zingst besserte sich aber allmählich in der zweiten Hälfte des 19. Jahrhunderts, zuerst dank der florierenden Seeschifffahrt und später vor allem durch den einsetzenden Fremdenverkehr.

### Dietrich Bonhoeffer und Gerhard Krause
Während der Zeit des Nationalsozialismus predigte Dietrich Bonhoeffer am 2. Juni 1935 (Sonntag Exaudi) in der Zingster Kirche. Er leitete ein Predigerseminar der Bekennenden Kirche auf dem Zingsthof. Unter dem Einfluss von Bonhoeffer trat der damalige Zingster Pastor Gerhard Krause der Bekennenden Kirche bei und wurde aus christlicher Überzeugung zum Gegner der Nationalsozialisten. Er äußerte sich wiederholt öffentlich kritisch zur NSDAP und der Kriegsführung. 1944 wurde er verhaftet und zum Tode verurteilt. Die Zerstörung der Akten des „Volksgerichtshofes“ während eines alliierten Luftangriffs rettete ihn vor der Vollstreckung des Urteils. Nach Kriegsende wurde Krause vom sowjetischen Geheimdienst bedroht, nachdem er an der Gründung der CDU in Zingst mitgewirkt hatte. 1950 starb er an den Folgen der Nazi-Haft.

### DDR-Zeit
Der bauliche Unterhalt der Kirche in der DDR-Zeit mit ihrer Mangelwirtschaft stellte die Zingster Kirchengemeinde immer wieder vor schwere Probleme. Trotzdem konnte im Jahre 1982 eine umfangreiche Sanierung des Kirchengebäudes vorgenommen werden.

### Gegenwart
Nach der Wiedervereinigung wurden an Kirche und Pfarrhaus nach und nach umfangreiche Sanierungsarbeiten vorgenommen. Das Pfarrhaus wurde 1997 renoviert, die alte Pfarrscheune 2000 zum Lesecafé umgebaut. Der ursprüngliche neugotische Altar Stülers wurde um 1929 entfernt. Im Jahre 2006 erarbeitete der Holzbildhauer Ludvik Cejp aus Hannover eine neue Altarkonzeption, in die die Skulpturen des alten Altars integriert sind. Im Jahr 2008 wurde auch die blaue Originalbemalung des Apsisgewölbes wiederhergestellt und ein Teil der alten Bemalung des Chorraums freigelegt. Ein Rollstuhlzugang wurde im Sommer 2008 eingerichtet. Weitere Erhaltungs- und Rekonstruktionsarbeiten am Kirchengebäude sind in Planung.

## Architektur
Die Peter-Pauls-Kirche ist ein Saalbau mit eingezogenem polygonalem Altarraum. Sie ist aus gelblichem Backstein erbaut, den schmale rot glasierte Zierleisten durchziehen. Die Seitenwände gliedern spitzbogige Maßwerkfenster. Aufwendig gestaltet sind die Staffelgiebel der Ost- und Westseite, die an Vorbilder der norddeutschen Backsteingotik wie den Ostgiebel der Marienkirche in Neubrandenburg erinnern.
Das Satteldach ruht auf einem offenen Dachstuhl aus reich verziertem Holzgebälk.

## Ausstattung

### Altar
An der Altarrückwand ist seit 2006 ein modernes rechteckiges Altarretabel nach Art eines Triptychons angebracht. Vor gemaserten, farbig gefassten und weiß gerahmten Holzflächen stehen die Sandsteinfiguren aus dem ursprünglichen neugotischen Altar: im mittleren, roten Feld Christus am Kreuz, im linken, blauen Feld der Apostel Petrus, im rechten, ockergelben Feld der Apostel Paulus, diese mit ihren Attributen, dem Schlüssel und dem Schwert. Den Figuren sind Aussagen aus ihrer Lebens- und Glaubensgeschichte beigegeben, die Ohnmacht und Versagen mit Vertrauen und Stärke kontrastieren.

### Orgel

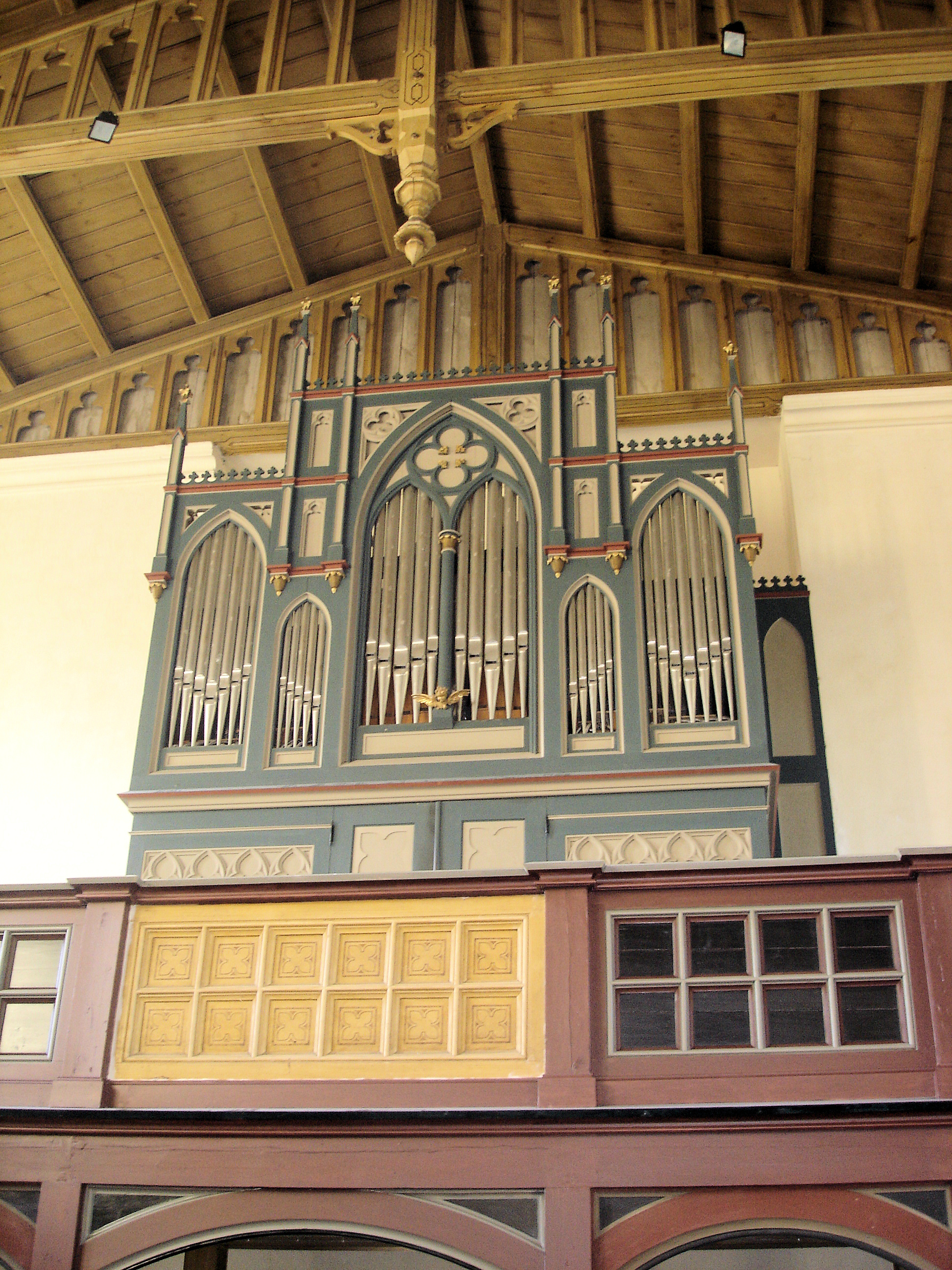
Historischer Orgelprospekt

Im Jahre 1986 erhielt die Kirche eine neue Orgel der Firma Sauer aus Frankfurt (Oder) mit 17 klingenden Registern auf Schleifladen. Diese neue Orgel wurde dabei in das Gehäuse der alten Mehmel-Orgel eingebaut. Die Trakturen sind mechanisch. Das Oberwerk ist als Schwellwerk ausgestattet.
| I Oberwerk (mit Schweller) C–g3 |             |                                           |
| 1.                              | Gedackt     | 8′                                        |
| 2.                              | Spitzflöte  | 4′                                        |
| 3.                              | Prinzipal   | 2′                                        |
| 4.                              | Terzian II  | 1 3⁄5′ + 1 ⁄3′ (in zwei Takten zu ziehen) |
| 5.                              | Scharff III |                                           |
| 6.                              | Krummhorn   | 8′                                        |
|                                 | Tremulant   |                                           |

| II Hauptwerk C–g3 |              |       |
| 7.                | Prinzipal    | 8′    |
| 8.                | Koppelflöte  | 8′    |
| 9.                | Oktave       | 4′    |
| 10.               | Rohrnasat    | 2 ⁄3′ |
| 11.               | Quintatön    | 2′    |
| 12.               | Mixtur III–V |       |
| 13.               | Trompete     | 8′    |
|                   | Tremulant    |       |

| Pedal C–f1 |           |     |
| 14.        | Subbaß    | 16′ |
| 15.        | Gemshorn  | 8′  |
| 16.        | Nachthorn | 4′  |
| 17.        | Posaune   | 16′ |

- Koppeln: II/I, I/P, II/P

## Friedhof

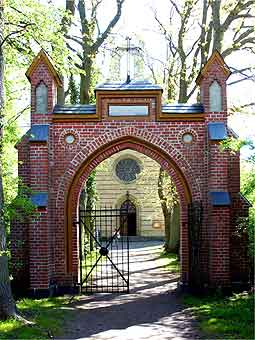
Portal vor der Zingster Kirche

Dem Kirchenbau ging 1857 die Einrichtung des Friedhofes voraus. Der Friedhof beherbergt neben dem Grab der plattdeutschen Heimatdichterin Martha Müller-Grählert („Wo die Ostseewellen …“) auch etliche Kapitäns- und Seemannsgräber sowie Grabstellen einiger Zingster Maler.